# Pteropus vetulus
La volpe volante della Nuova Caledonia (Pteropus vetulus Jouan, 1863) è un pipistrello appartenente alla famiglia degli Pteropodidi, endemico della Nuova Caledonia.

## Descrizione

### Dimensioni
Pipistrello di medie dimensioni, con la lunghezza della testa e del corpo tra 122,5 e 142,5 mm, la lunghezza dell'avambraccio tra 92,3 e 112,1 mm, ed un peso fino a 220 g.

### Aspetto
La pelliccia è lunga e lanosa.  Il colore del dorso e della testa è nerastro, le spalle variano dal giallastro al rossiccio, mentre le parti ventrali sono marroni scure, cosparse di peli grigiastri. Il muso è lungo ed affusolato, gli occhi sono grandi. Le orecchie sono corte, arrotondate,  con i margini più spessi e parzialmente nascoste nella pelliccia. La tibia è ricoperta di peli. È privo di coda, mentre l'uropatagio è ridotto ad una sottile membrana lungo la parte interna degli arti inferiori. Il cranio presenta un rostro accorciato.

## Biologia

### Comportamento
Si rifugia all'entrata di grotte o nelle cavità degli alberi. È attiva di notte.

### Alimentazione
La sua robusta dentatura indica una dieta a base di frutta dalla buccia dura.

## Distribuzione e habitat
L'areale di questa specie è ristretto alla Nuova Caledonia e all'Isola dei Pini.
Vive nelle foreste tropicali umide primarie e secondarie.

## Tassonomia
In accordo alla suddivisione del genere Pteropus effettuata da Andersen, P. vetulus è stato inserito nello  P. pselaphon species Group, insieme a P. pselaphon stesso, P. insularis, P. pilosus, P. tuberculatus, P. nitendiens, P. fundatus, P. tokudae  e P. allenorum. Tale appartenenza si basa sulle caratteristiche di avere un rostro del cranio accorciato, sulla presenza di un ripiano basale nei premolari e di una cuspide aggiuntiva nei canini superiori.
Altre specie simpatriche dello stesso genere: P. ornatus e P. tonganus.

## Conservazione

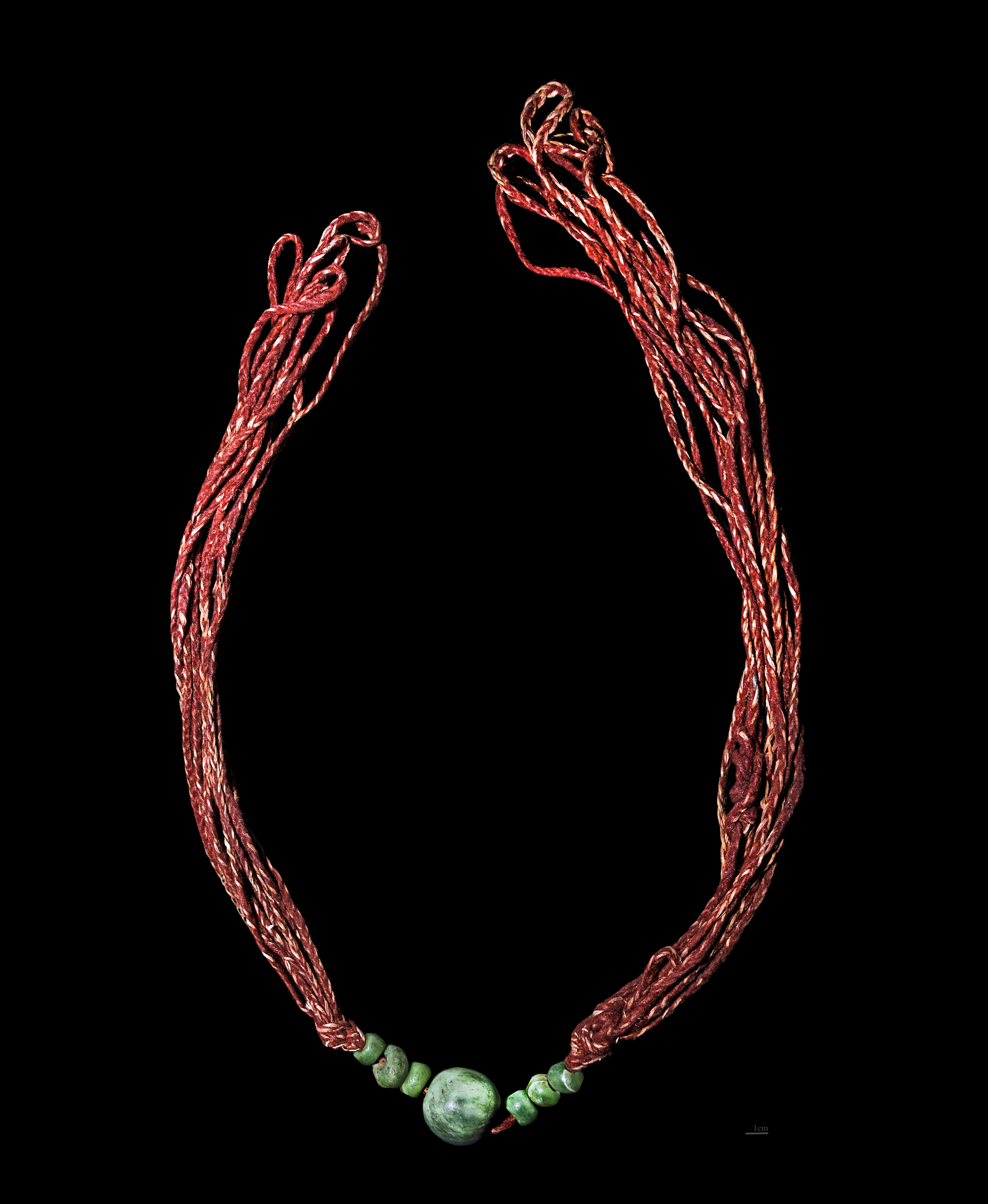
Colletto di pelliccia, di Pteropus vetulus.

La IUCN Red List, considerata la ristrettezza del suo areale, la sua frammentazione e il lento declino del proprio habitat, classifica P. vetulus come specie vulnerabile (VU).